# Skënder Bruçaj
Skënder Bruçaj (ur. 22 czerwca 1976 w okręgu Malësi e Madhe) – albański duchowny sunnicki, w latach 2014–2019 wielki mufti Albanii.

## Życiorys
W 1992 znalazł się w pierwszej grupie Albańczyków w okresie transformacji ustrojowej, którzy wyjechali na studia do Turcji. Bruçaj studiował filologię angielską w Instytucie Języków Obcych przy Uniwersytecie Bosforu w Stambule, a następnie psychologię na Wydziale Nauk Społecznych. Po powrocie do kraju współpracował z uniwersytetem Epoka, a następnie prowadził wykłady na uniwersytecie Bedër w Tiranie, gdzie pełnił funkcję prodziekana wydziału humanistycznego.
W 1996 został wyświęcony na duchownego w Stambule. W grudniu 2013 został wiceprzewodniczącym Wspólnoty Muzułmańskiej Albanii (Komuniteti Mysliman i Shqipërisë). W 2014 po ustąpieniu Selima Muçy został nowym wielkim muftim Albanii. Funkcję tę pełnił do 2019, kiedy zastąpił go Bujar Spahiu.
Jest żonaty, ma dwóch synów.